# پتاسیم فرات
پتاسیم فرات (به انگلیسی: Potassium ferrate) با فرمول شیمیایی K۲FeO۴ یک ترکیب شیمیایی است. که جرم مولی آن ۱۹۸٫۰۳۹۲ g/mol می‌باشد. شکل ظاهری این ترکیب، جامد بنفش تیره است.